# Fritz Rumey
Fritz Rumey (Königsberg, 1891. március 3. – Neuville-Saint-Rémy, 1918. szeptember 27.) a Német Birodalom hatodik legeredményesebb repülője volt, rövid élete során 45 légi győzelemmel szolgálta hazáját.

## Élete
1891-ben született Königsberg-ben. Amikor a háború kezdődött Rumey a 45. gyalogezredben szolgált. Nemsokára a tölti a 3. gránátos ezrednél harcolt az orosz fronton. 1915 nyarán került a német légierőhöz. Kiképzése után először megfigyelőként az FA (A) 219-ben, befejezte a repülőiskolát, és a Jasta 2-be osztották, 1917-ben május 2-án. A következő hónapban, belépett Jasta 5-be. Megsebesült egy akcióban 1917. augusztus 25-én, majd újra szeptember 24-én. A 29. légi győzelme után számos kitüntetést és Pour le Mérite érdemrendet kapott. Rumey a 25. győzelmét 1918. június 26-án aratta, amikor lelőtt egy Sopwith Camelt amelyben a kanadai ász, Edward Eaton repült. Három nappal később, az utolsó dogfight-ban (1–2 ellenfél 1 ellen), Rumey és a Fokker D.VII-je súlyosan megsérült, amikor összeütközött egy SE5a repülőgéppel amelyet a dél-afrikai ász George Lawson vezetett. Rumey kiugrott a sérült gépéből, de megölték, amikor az ejtőernyője nem nyílt ki.